# Ferenc Sidó
Ferenc Sidó (Pata (Galanta); 18 de abril de 1923-Budapest; 6 de febrero de 1998) fue un jugador profesional de tenis de mesa húngaro, nacido en Eslovaquia.
Entre 1947 y 1961 ganó muchas medallas en el Campeonato Mundial de Tenis de Mesa en categoría individual, dobles masculino y dobles mixto; en estas últimas categorías formaba pareja habitualmente con su compatriota Jozsef Koczian y con la palista rumana Angelica Rozeanu.